# Raión de Leópolis
El raión de Leópolis (en ucraniano: Львівський район) es un raión de Ucrania perteneciente a la óblast de Leópolis. Se ubica en el centro de la óblast y es fronterizo al noroeste con Polonia. Su capital es la ciudad de Leópolis, que también es la capital regional.
El raión fue creado en la reforma territorial de 2020 mediante la fusión de la hasta entonces ciudad de importancia regional de Leópolis con los hasta entonces raiones de Horodok, Peremyshliany, Pustomyty, Zhovkva y Kámyanka-Buzka, con pequeñas correcciones de los límites.
En 2021 tenía una población estimada de 1 146 538 habitantes.

## Subdivisiones
Tras la reforma territorial de 2020, el raión incluye 23 municipios:
- 10 ciudades: Bibrka, Hlyniany, Horodok, Zhovkva, Kámyanka-Buzka, Komarno, Leópolis (la capital), Peremyshliany, Pustómyty y Rava-Ruska.
- 4 asentamientos de tipo urbano: Velyki Liubin, Kulykiv, Noví Yárychiv y Shchyrets.
- 9 municipios rurales: Davýdiv, Dobrosýn, Zhovtantsi, Zymna Vodá, Muróvane, Obróshyne, Pidberiztsi, Sokílnyky y Solonka.